# Vålhallberget
Vålhallberget är ett naturreservat i Torsby kommun i Värmlands län.
Området är naturskyddat sedan 2009 och är 187 hektar stort. Reservatet omfattar nedre norra sluttningen av Vålhallberget md vattendraget Tossan i nordväst. Reservatet består av barrskog. 